# Alfred Cogniaux
Alfred Cogniaux, belgijski botanik, * 7. april 1841, † 15. april 1916.
Po njem se imenuje rod orhidej Neocogniauxia. Njegovo botanično delo je tako pomembno, da ima dodeljeno osebno botanično avtorsko kratico - Cogn.